# Вулиця Андрія Сови
Ву́лиця Андрі́я Сови́ — вулиця в Деснянському районі міста Києва, котеджне селище Деснянське. Пролягає від вулиці Миколи Гришка до вулиці Лейбніца.
Прилучаються вулиці Василя Сухомлинського і Миколи Плахотнюка.

## Історія
Сформувалася на початку 2010-х років як одна з вулиць котеджного селища Деснянське. Сучасна назва на честь українського актора, гумориста Андрія Сови — з 2011 року.